# Che pibe, vení votá
Che pibe, vení votá es la sexta canción que forma parte del disco Che pibe; perteneciente al cantante de rock argentino Raúl Porchetto. Fue grabado y editado en el año 1982.

## Interpretación
La letra fue compuesta en el año 1982, en plena dictadura militar, conocida como Proceso de Reorganización Nacional. En esta canción, Porchetto ironiza sobre las apelaciones a la juventud desde los sectores dominantes que proponen un supuesto cambio en el plano político y/o social en la Argentina a través del voto democrático. «Che pibe, vení votá» fue grabada a dúo por Porchetto y la participación especial de León Gieco.